# Remigijus
Remigijus ist ein litauischer männlicher Vorname (abgeleitet von Remigius). Die weibliche Form ist Remigija.

## Personen
- Remigijus Baltrėnas (* 1974), Brigadegeneral
- Remigijus Baniulis (*  1963),  Beamter, General der Feuerwehr
- Remigijus Lapinskas (* 1968), Politiker und Unternehmer, Leiter der litauischen grünen Partei und Präsident von World Bioenergy Association
- Remigijus Lupeikis (* 1964), Radrennfahrer
- Remigijus Merkelys (* 1964), Komponist
- Remigijus Motuzas (* 1956), Diplomat
- Remigijus Ozolinčius (1956–2013),  Forstwissenschaftler und Professor
- Remigijus Šimašius (*  1974), Jurist, Rechtsphilosoph, Politiker, Justizminister und Seimas-Mitglied
- Remigijus Valiulis (1958–2023), Sprinter
- Remigijus Vilkaitis (* 1950), Schauspieler, ehemaliger Politiker, Kulturminister
- Remigijus Žaliūnas (*  1961), Kardiologe, Professor, Rektor der Universität für Gesundheitswissenschaften

Zwischenname
- Arūnas Remigijus Zabulėnas (* 1960), Politiker, Vizeminister